# Streitkräfte von Österreich-Ungarn

Kriegs- und Marineflagge

Hoheitszeichen der Luftfahrtruppen

Die Streitkräfte von Österreich-Ungarn (offiziell als Bewaffnete Macht oder Wehrmacht bezeichnet) waren das Militär der Österreich-Ungarischen Doppelmonarchie. Sie bestanden mit den Landstreitkräften und der Marine aus zwei (bei Kriegsende 1918 zwar nicht formal, aber faktisch mit der Luftfahrttruppe aus drei) Teilstreitkräften. Die Landstreitkräfte bestanden wiederum aus drei Truppengattungen mit jeweils eigener Verwaltung: die Gemeinsame Armee, die k.k. Landwehr und die k.u. Landwehr.
Oberkommandierender war der Kaiser von Österreich, militärischer Befehlshaber der Generalstabschef und Vorsteher des Obersten Verwaltungsorgans der k.u.k. Kriegsminister. In Hinblick auf den ausbrechenden Ersten Weltkrieg wurde von Kaiser Franz Joseph I. auch ein Armeeoberkommando eingerichtet.

## Geschichte

### Vorgeschichte
Das 1804 begründete Kaisertum Österreich war ein ungeteiltes Herrschaftsgebilde und ein monarchischer Einheitsstaat des Hauses Habsburg-Lothringen. Die k.k. Armee unter dem Befehl des Kaisers war die Institution eines Einheitsstaates, der aber als Mitgliedsstaat im Deutschen Bund verflochten war. Im Revolutionsjahr 1848 konnte sich die k.k. Armee  nur dank massiver russischer Militärhilfe gegen Ungarn und dem Einsatz der Kroaten unter Banus Jellačić halten. Im Jahr 1859 ging nach der Schlacht von Solferino und Magenta die Lombardei an das neu gegründete Königreich Italien verloren. Wegen der Reformfrage und Streit über Schleswig-Holstein eskalierte schließlich 1866 die Situation gegenüber Preußen (Deutsche Frage). Am 14. Juni 1866 beantragte Österreich im Bundestag die Mobilisierung des Bundesheeres gegen Preußen. Damit begann der Deutsche Krieg. In der Schlacht von Königgrätz in Böhmen 1866 wurde Österreich von Preußen entscheidend geschlagen. Im Prager Frieden akzeptierte Österreich die Auflösung des Deutschen Bundes und dass Preußen die Verhältnisse in Deutschland neu ordnen dürfe. Im Inneren musste das Reich auf eine neue Basis gestellt werden. Als gangbarster Weg schien es Kaiser Franz Joseph I., sich mit den gemäßigten ungarischen Liberalen unter Graf Andrássy und Ferenc Deák zu einigen und dem Königreich Ungarn einen Sonderstatus anzubieten.

### Gründung und die Jahre bis 1914
Die Bewaffnete Macht wurde am 5. März 1867 nach dem Österreichisch-Ungarischen Ausgleich errichtet. Heer und Kriegsmarine waren nun nicht mehr Institutionen eines Einheitsstaates, sondern der neuen Doppelmonarchie, die aus zwei gleichberechtigten Teilen bestand: dem Kaisertum Österreich (Cisleithanien) und dem diesem nicht mehr untergeordneten, aber in Realunion verbundenen Königreich Ungarn (Transleithanien). Die Landstreitkräfte Österreich-Ungarns wurden gebildet von der Gemeinsamen Armee zusammen mit der k.k. Landwehr und der k.u. Honvéd (ungarische Landwehr). Mit der k.u.k. Kriegsmarine bildeten sie die Streitkräfte von Österreich-Ungarn. Bis zum Jahr 1889 trugen die Streitkräfte, wie vor 1867, das Prädikat k.k. (kaiserlich-königlich, seit 1867 für eine gemeinsame Institution beider Reichshälften eigentlich irreführend). Erst auf ausdrücklichen Wunsch Ungarns wurde mit dem Gesetz vom 11. April 1889 die Bezeichnung k.u.k. auch für das Heer eingeführt. Die Landstreitkräfte erlebten von 1867 bis 1914 nur einen Ernstfall: den Feldzug in Bosnien und Herzegowina nach der vom Berliner Kongress 1878 bewilligten Okkupation. Der Einsatz ergab sich, weil ein bewaffneter Widerstand zu überwinden war. 1908 wurden Teile der Gemeinsamen Armee zur Niederschlagung des Aufstandes in Bosnien-Herzegowina mobilisiert.

### Erster Weltkrieg
In Hinblick auf den ausbrechenden Ersten Weltkrieg wurde von Kaiser Franz Joseph I. ein Armeeoberkommando unter Erzherzog Friedrich von Österreich-Teschen als Oberkommandant und Franz Conrad von Hötzendorf als Generalstabschef eingerichtet. Die Bewaffnete Macht stellte zusammen mit dem Deutschen Heer die Hauptstreitkräfte der Mittelmächte im Ersten Weltkrieg dar, welche der militärische Kontrahent der Entente waren. Die Streitkräfte von Österreich-Ungarns waren teilweise auf die Unterstützung des Deutschen Heeres angewiesen, insbesondere nach der für sie verheerenden Brussilow-Offensive. Der Kriegseintritt Italiens 1915 stellte die Streitkräfte von Österreich-Ungarn ebenfalls vor schwierige Aufgaben. Als letzte Schlacht des Ersten Weltkriegs wurde vom 24. Oktober 1918 bis zum 3. bzw. 4. November 1918 die Schlacht von Vittorio Veneto oder Dritte Piaveschlacht ausgetragen, die mit der Niederlage Österreich-Ungarns endete. Die Streitkräfte von Österreich-Ungarn bestanden je nach Sichtweise bis zum Zerfall der Doppelmonarchie (Austritt der ungarischen Truppenteile am 31. Oktober 1918) und dem Ende des Ersten Weltkrieges (11. November 1918).

## Teilstreitkräfte

### Landstreitkräfte
Als Novum in der Militärgeschichte bestand seit dem sogenannten Ausgleich von 1867 das Heer aus drei nebeneinander bestehenden Truppenkörpern mit jeweils eigener Verwaltung.
- Die Gemeinsame Armee mit:

108 Infanterieregimentern
33 Jägerbataillonen
98 Artillerieregimentern
10 selbstständige Artilleriebataillonen
42 Kavallerieregimentern
k.u.k. Freiwilliges Kraftfahrerkorps
k.u.k. Luftfahrtruppen
Train, Pionier, Brückenbau, Eisenbahn, Telegraphen, Kraftfahrabteilungen
- Die k.k. Landwehr mit:

35 Infanterieregimentern
6 Gebirgs-Infanterieregimentern
2 Reitende Schützendivisionen (Bataillonen)
6 Kavallerieregimentern
18 Artilleriedivisionen (Bataillonen)
- Die k.u. Landwehr mit:

32 Infanterieregimentern
10 Kavallerieregimentern
8 Artillerieregimentern
1 Reitende Artilleriedivision (Bataillon)
In die k.u. Landwehr war die Kroatisch-slawonische Landwehr integriert.

### Kriegsmarine
Die kaiserliche und königliche Kriegsmarine, bis 1889 als k.k., dann erst als k.u.k.  bezeichnet, umfasste die Marinesektion des Kriegsministeriums in Wien, das nachgeordnete Flottenkommando in Pola, dem größten Kriegshafen bzw. Flottenstützpunkt der Marine, sowie weitere Dienststellen im In- und Ausland.
Zur Flotte der k.u.k. Kriegsmarine zählte auch die Donauflottille

## Politische und Militärische Führung

### Oberkommandierender
Oberkommandierender der Bewaffneten Macht war im Normalfall der Kaiser von Österreich und Apostolischer König von Ungarn als Allerhöchster Oberbefehlshaber.  Wenn das Amt des Kaisers vakant war, oder der Kaiser den Oberbefehl (aus welchem Grund auch immer) nicht wollte, so trat ein Armeeoberkommandant als Oberkommandierender ein.

#### Liste der Amtsinhaber
| Bild | Titel und Name                                         | Dienststellung                               | Bemerkung(en) |
| ---- | ------------------------------------------------------ | -------------------------------------------- | --- |
|      | Kaiser Franz Joseph I. (1830–1916)                     | Allerhöchster Oberbefehlshaber (1848 – 1914) | Richtete das Armeeoberkommando für den Kriegsfall ein und übergab 1914 wegen seines hohen Alters den Oberbefehl an Erzherzog Friedrich |
|      | Erzherzog Friedrich von Österreich-Teschen (1856–1936) | Armeeoberkommandant (1914 – 1916)            | |
|      | Kaiser Karl I. (1887–1922)                             | Allerhöchster Oberbefehlshaber (1916 – 1918) | Übernahm den Oberbefehl 1916 von Erzherzog Friedrich. Ernannte am 3. November 1918 Hermann Kövess auf Wunsch von General Arthur Arz zum neuen Oberkommandierenden. Demobilisierte am 6. November die Armee und vergab am 31. Oktober die Kriegsflotte an den südslawischen Staat. Ebenso verlor er am 31. Oktober 1918 (Zerfall der Doppelmonarchie) das Kommando über die ungarischen Streitkräfte. |
|      | Hermann Albin Kövess (1854–1924)                       | Armeeoberkommandant (Ab 1918)                | Löste bis 3. Dezember 1918 die Armee auf und legte am 19. Dezember 1918 sein Kommando nieder. |

### Generalstabschef
Der Generalstabschef war der militärische Befehlshaber der Bewaffneten Macht.

#### Liste der Amtsinhaber
| Bild | Dienstgrad und Name                                      | Zeit im Amt                       | Bemerkung(en) |
| ---- | -------------------------------------------------------- | --------------------------------- | --- |
|      | Feldzeugmeister Friedrich von Beck-Rzikowsky (1830–1920) | 1881–1906                         | Übte das Amt 25 Jahre lang aus. War enger Vertrauter von Kaiser Franz Joseph I. Unter seiner Leitung wurde der Generalstab de facto zum Oberkommando der Streitkräfte.                                                     |
|      | Feldmarschall Franz Conrad von Hötzendorf (1852–1925)    | 1906–1911 und 1912 – 1. März 1917 | Wurde am 18. November 1906 auf Vorschlag von Erzherzog Thronfolger Franz Ferdinand zum Generalstabschef. |
|      | General Arthur Arz von Straußenburg (1857–1935)          | 1. März 1917 – 2. November 1918   | Erklärte, dass das Militär, nach dem Beitritt der USA in die Entente keine Chancen mehr auf Siege hätte. Riet Kaiser Karl zum Waffenstillstand. Empfahl dem Kaiser Hermann Kövess zum neuen Oberkommandierenden zu machen. |

### Armeeoberkommando
Das Armeeoberkommando wurde am 31. Juli 1914 von Kaiser Franz Joseph I., in Hinblick auf den Ersten Weltkrieg errichtet. Es wurde vom Kaiser oder vom Armeeoberkommandant geleitet. Das Armeeoberkommando stellte nach seiner Errichtung 1914 die Befehlszentrale für die gesamte Bewaffnete Macht dar. Es bestand bis zum Zerfall der Doppelmonarchie im Herbst 1918.

### k.u.k. Kriegsministerium

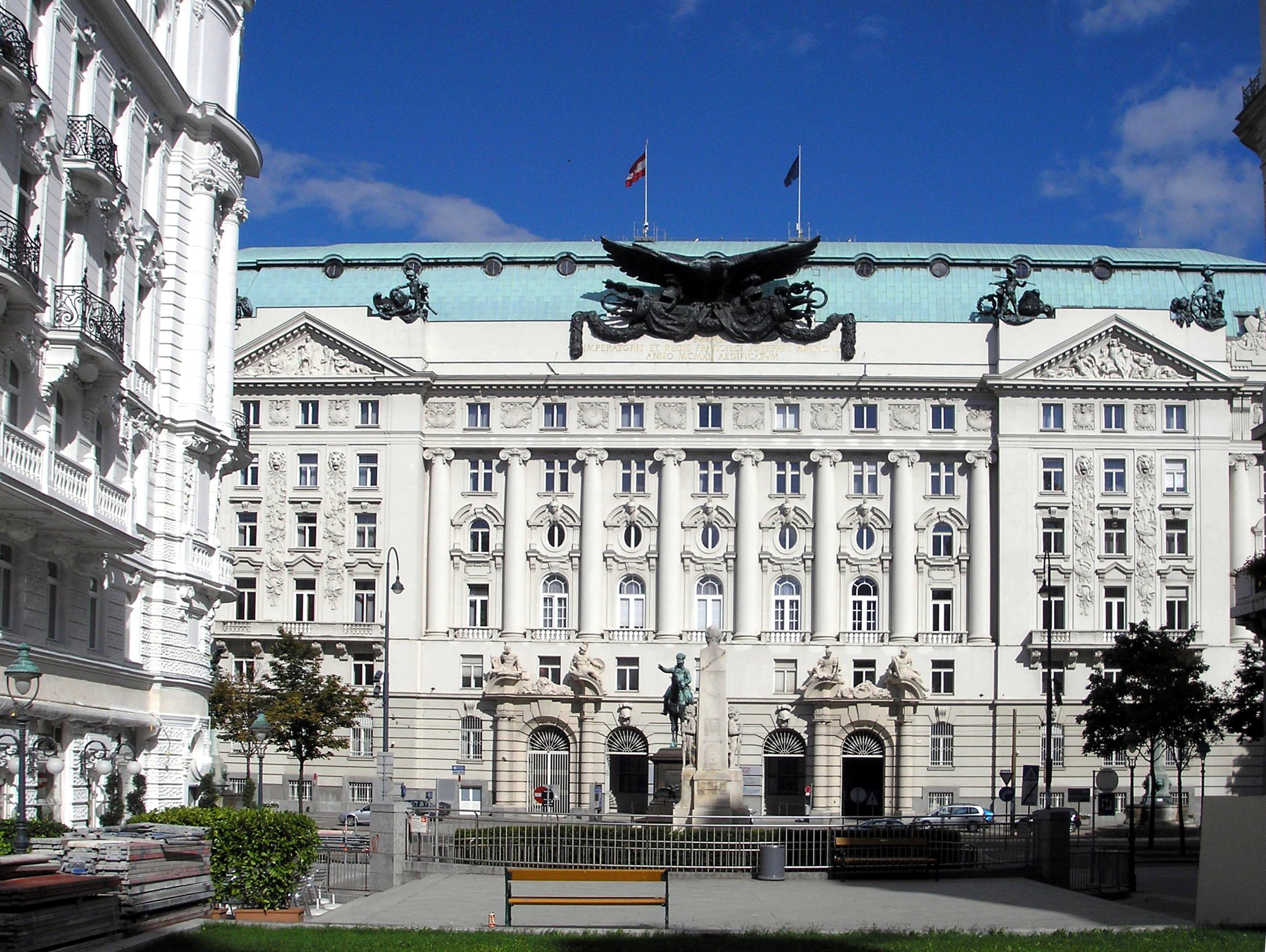
Das Kriegsministerialgebäude am Stubenring in Wien, 1913–1918 Sitz des Ministeriums

Das k.u.k. Kriegsministerium war von 1867 bis 1918 oberste Verwaltungsinstanz der Gemeinsamen Armee und der k.u.k. Kriegsmarine.
Das Ministerium wurde im Schematismus unter dem Oberbegriff Zentralleitung und Militärbehörden geführt. An der Spitze stand der k.u.k. Kriegsminister der dem Oberkommandierenden unterstand und vom Monarchen ernannt und enthoben wurde.

### k.u. und k.k. Ministerien
Für die „königlich ungarische Landwehr“ war das k.u. Honvédministerium und für die „kaiserlich königliche Landwehr“ das k.k. Ministerium für Landesverteidigung zuständig. Beide Truppenteile unterstanden somit nicht dem k.u.k. Kriegsministerium.